# Alexander Iljinskij
Alexander „Sascha“ Iljinskij (* 26. März 1948 in Reichenbach im Vogtland; † 4. April 2009 in Potsdam) war ein deutscher Theaterintendant.

## Leben und Werk
Iljinskij kam als Sohn eines sowjetischen Offiziers und einer deutschen Bildhauerin zur Welt. Sein aus der Ukraine stammender Vater war in der russischen Kommandantur in Reichenbach für Wirtschaftsfragen zuständig. 1952 wurde er als Strafaktion Stalins wegen seiner Beziehung zu einer deutschen Frau verhaftet und hingerichtet. Iljinskij wuchs in Klingenthal auf, wo Verwandte seiner Mutter lebten. Nach dem Abitur studierte er zunächst Philosophie und Psychologie an der Universität Leipzig, wandte sich später aber der Theaterwissenschaft zu.
Zwischen 1974 und 1979 lehrte er an der Hochschule für Schauspielkunst „Ernst Busch“ Berlin. Einem kurzen Engagement als Dramaturg am Nationaltheater in Weimar folgten ab 1981 mehrere Jahre, in denen er in Berlin Rock- und Popveranstaltungen organisierte. In diese Zeit fällt auch die Gründung des Musikklubs im Schauspielhaus Berlin, dem heutigen Konzerthaus am Gendarmenmarkt. Nach der Leitung des Musikklubs wurde Iljisnkij Chefdramaturg und Stellvertretender Künstlerischer Direktor des Schauspielhauses.
Kurz vor dem Mauerfall wechselte er als Dramaturg und Regisseur an den Friedrichstadt-Palast. Von dessen nach der Wende installiertem Intendanten Julian Herrey wurde er 1992 entlassen. Der damalige Kultursenator Ulrich Roloff-Momin holte ihn jedoch ein Jahr später mit Unterstützung der Belegschaft des Friedrichstadt-Palastes an das Haus zurück und Iljinskij wurde selbst Intendant. In den elf Jahren in der Leitung des Revuetheaters gelang es Iljinskij, das Haus aus einer finanziellen und künstlerischen Krise zu führen. Große, aufwändig ausgestattete Revuen wie Classics, Sterne oder Cinema bescherten ihm hohe Zuschauerzahlen. 
Unter ihm wurde das Theater 1995 in eine GmbH überführt.
Iljinskij beteiligte sich 2001 an der Buddy Bär Berlin Show.
Von seinem Posten im Friedrichstadt-Palast trat er im Sommer 2004 zurück und verlegte den Schwerpunkt seines Schaffens auf das Schreiben von Stücken. Im September 2004 feierte seine Revue Hexen Premiere. Auf Vorschlag der CDU war er 2004 Mitglied der Bundesversammlung.
Am 4. April 2009 starb er im Alter von 61 Jahren in seinem Haus in Babelsberg an Herzversagen.

## Ehrungen
- 2003: Goldene Henne (Ehren-Henne für Verdienste um die neuen Bundesländer)
- 2004: Verdienstorden des Landes Berlin
- 2005:   Heinz-Bolten-Baeckers-Preis  (von der GEMA-Stiftung für hervorragende Leistungen auf dem Gebiet des populären Musiktheaters)